# Марин, Петре
Петре Марин (рум. Petre Marin; род. 8 сентября 1973, Бухарест) — румынский футболист, игравший на позиции защитника.

## Карьера

### Клубная
Воспитанник клуба "Спортул Студенцеск". Большую часть своей карьеры Марин провел в "Национале", за которого провел в чемпионате страны без малого 250 игр. С 2004 по 2010 год Марин выступал за одну из сильнейших команд страны - "Стяуа". В ее составе он дважды становился чемпионом Румынии, а в 2006 году доходил до полуфинала Кубка УЕФА. Некоторое время был капитаном "красно-синих". Завершал свою карьеру Марин "Унири" и "Конкордии". В январе 2012 года игрок официально объявил о своем уходе из футбола.

### В сборной
Петре Марин провел три матча за молодежную команду страны. За сборную Румынии защитник дебютировал в 30 лет - в мае 2004 года в товарищеском матче против Ирландии (0:1). С тех пор тренеры иногда вызывали футболиста в ее расположение. Всего за румын марин провел девять игр.

## Семья
Сын Петре Марина Рэзван (род. 1997) продолжил дело отца. Он является полузащитником амстердамского "Аякса" и сборной Румынии.

## Достижения
- Чемпион Румынии (2): 2004/2005, 2005/2006
- Обладатель Суперкубка Румынии (1): 2006.